# Whitney Osuigwe
Whitney Osuigwe (Bradenton, 17 april 2002) is een tennisspeelster uit de Verenigde Staten van Amerika. Osuigwe begon op zesjarige leeftijd met het spelen van tennis. Zij werd gecoacht door haar vader, Desmond Osuigwe. Haar favoriete ondergrond is gravel. Zij speelt rechtshandig en heeft een tweehandige backhand. Zij is actief in het internationale tennis sinds 2016.

## Loopbaan
In 2017 speelde Osuigwe op het meisjestoernooi van Roland Garros. Bij het meisjesdubbelspeltoernooi bereikte zij samen met Caty McNally de kwartfinale, en bij het meisjesenkelspel won zij de finale. De laatste Amerikaanse die op Roland Garros het meisjesenkelspel won, was de destijds dertienjarige Jennifer Capriati in 1989.
In augustus 2018 had Osuigwe haar grandslamdebuut op het US Open. In november van dat jaar won zij haar eerste enkelspeltitel, op het ITF-toernooi van Tyler – in de finale versloeg zij de Braziliaanse Beatriz Haddad Maia.
In april 2019 won zij haar tweede enkelspeltitel, op het ITF-toernooi van Charlottesville (VS) – daarmee kwam zij binnen op de mondiale top 150. In augustus van dat jaar bereikte zij de 105e plaats op de wereldranglijst.
In 2023 veroverde Osuigwe haar eerste WTA-titel, op het dubbelspeltoernooi van Midland, samen met landgenote Hailey Baptiste, door het Amerikaanse koppel Sophie Chang en Ashley Lahey te verslaan.
In februari 2024 betrad zij ook in het dubbelspel de top 150 van de wereldranglijst.

## Posities op deWTA-ranglijst
Positie per einde seizoen:
| jaar | rang enkelspel | rang dubbelspel |
| ---- | -------------- | --------------- |
| 2017 | 1120           | –               |
| 2018 | 226            | 233             |
| 2019 | 132            | 381             |
| 2020 | 160            | 281             |
| 2021 | 247            | 262             |
| 2022 | 290            | 223             |
| 2023 | 368            | 180             |

## Resultaten grandslamtoernooien
| Legenda | Legenda                          |
| ------- | -------------------------------- |
| g.t.    | geen toernooi gehouden           |
| l.c.    | lagere categorie                 |
| –       | niet deelgenomen                 |
| G       | uitgeschakeld in de groepsfase   |
| 1R      | uitgeschakeld in de eerste ronde |
| 2R      | uitgeschakeld in de tweede ronde |
| 3R      | uitgeschakeld in de derde ronde  |
| 4R      | uitgeschakeld in de vierde ronde |
| KF      | uitgeschakeld in de kwartfinale  |
| HF      | uitgeschakeld in de halve finale |
| F       | de finale verloren               |
| W       | het toernooi gewonnen            |
| w-v     | winst/verlies-balans             |

### Enkelspel
| toernooi        | 2018 | 2019 | 2020 | 2021 |
| --------------- | ---- | ---- | ---- | ---- |
| Australian Open | –    | 1R   | –    | 1R   |
| Roland Garros   | –    | –    | –    | –    |
| Wimbledon       | –    | –    | g.t. | –    |
| US Open         | 1R   | 1R   | 1R   | –    |

### Vrouwendubbelspel
| toernooi        | 2018 | 2019 | 2020 | 2021 | 2022 |    | 2024 |
| --------------- | ---- | ---- | ---- | ---- | ---- | -- | ---- |
| Australian Open | –    | –    | –    | –    | –    | –  |      |
| Roland Garros   | –    | –    | –    | –    | –    | –  |      |
| Wimbledon       | –    | –    | g.t. | –    | –    | –  |      |
| US Open         | 1R   | 2R   | 1R   | 1R   | 2R   | 1R |      |

### Gemengd dubbelspel
| toernooi        | 2018 |
| --------------- | ---- |
| Australian Open | –    |
| Roland Garros   | –    |
| Wimbledon       | –    |
| US Open         | 1R   |

## Palmares
| Legenda                 |
| ----------------------- |
| Grandslamtoernooi       |
| Olympische Spelen       |
| Year-End Championships  |
| Premier Mandatory       |
| Premier Five / WTA 1000 |
| Premier / WTA 500       |
| International / WTA 250 |
| Challenger / WTA 125    |

### WTA-finaleplaatsen enkelspel
geen

### WTA-finaleplaatsen vrouwendubbelspel
| nr.              | finale     | toernooi    | ondergrond    | partner         | tegenstandsters           | score            |         |
| ---------------- | ---------- | ----------- | ------------- | --------------- | ------------------------- | ---------------- | ------- |
| gewonnen finales |            |             |               |                 |                           |                  |         |
| 1.               | 2023-11-04 | WTA Midland | hardcourt (i) | Hailey Baptiste | Sophie Chang Ashley Lahey | 2-6, 6-2, [10-1] | details |
| verloren finales |            |             |               |                 |                           |                  |         |
| geen             |            |             |               |                 |                           |                  |         |